# 何家山乡
何家山乡原为湖南省资兴市所辖乡，2012年4月撤销。原何家山乡、坪石乡、兴宁镇成建制合并，同时自原碑记乡并入茶田、岗岭2个建制村新设兴宁镇。撤销前的何家山乡下辖何家山社区、西坌村、何家山村、新铺头村、光田村、石宝村、两江村、和安村、百加村、长坌村共计9行政村和1社区。

## 历史沿革
传说昔时村民大都姓何，后面有山故得名。1949年属于四区，1956年撤区并乡后成立何家山乡；1958年与青腰镇、坪石乡联合成立超美公社；1961年改何家山公社；1984年恢复为何家山乡一直沿用。乡政府何家山，2012年撤销前行政区划代码431081208；辖白家、和安、石宝、光田、西坌、长坌、两江口、何家山、新铺头9个行政村和何家山社区。